# Revolution Action E.P.
Revolution Action E.P. – minialbum niemieckiego zespołu digital hardcore Atari Teenage Riot, wydany w 1999 roku przez Digital Hardcore Recordings. Tytułowy utwór jest singlem promującym trzeci album studyjny 60 Second Wipe Out.

## Lista utworów
1. "Revolution Action" - 3:43
2. "No Success" (Digital Hardcore Remix) - 4:22
3. "Your Uniform (Does Not Impress Me!)" (Digital Hardcore Edit) (feat. D-Stroy) - 5:32
4. "Hunt Down the Nazis!" (na żywo w Waszyngtonie, 1997) - 3:48 (utwór oryginalnie zatytułowany "Hetzjagd Auf Nazis!")